# Самедов, Баба Самед оглы
Баба Самед оглы Самедов (азерб. Baba Səməd oğlu Səmədov; род. 1934, Варташенский район) — советский азербайджанский хлебороб, Герой Социалистического Труда (1978). 

## Биография
Баба Самедов родился в 1934 году в семье рабочего в селе Баш Дашагиль Варташенского района Азербайджанской ССР (ныне село в Огузском районе Азербайджана).
С 1946 года — тракторист, с 1950 года — механизатор зернового совхоза имени Орджоникидзе Шекинского района.
Баба Самедов проявил себя на работе умелым и трудолюбивым рабочим, получающим высокие урожаи зерна. Самедов интересовался тракторами с самого детства, и с 11 лет подрабатывал помощником тракториста, а потом уже и трактористом в совхозе; не оканчивая даже курсов трактористов, в 14 лет Баба Самедов набрался большого опыта благодаря своему любопытству и даже мог преподать урок старшим по возрасту, но менее опытным трактористам. Тракторист выдвинул рационализаторское предложение на совхозном собрании — если ранее в процессе получения урожаев участвовало 7 человек, а по предложению Самедова тракторист и механизатор вспахивал поле, засеивал его, поливал, культивировал и собирал, экономя государству большое количество денег. В годы десятой пятилетки Баба Самедов достиг высоких урожаев зерна, в 1976 году механизатор получил 960 тонн пшеницы с 381 гектара, вместо плановых 270 тонн с 180 гектаров. В 1977 году Самедов получил 1100 тонн высококачественного зерна с 533 гектаров, тем самым окончив выполнение заданий десятой пятилетки. В 1980 году Баба Самедов получил 920 тонн зерна с площади 550 гектаров, что составило норму трех сезонов.
Указом Президиума Верховного Совета СССР от 23 февраля 1978 года за выдающиеся успехи достигнутые в социалистическом соревновании, проявленную трудовую доблесть в выполнении планов и социалистических обязательств производства и продажи государству продуктов земледелия в 1977 году, Самедову Баба Самед оглы присвоено звание Героя Социалистического Труда с вручением ордена Ленина и золотой медали «Серп и Молот».
Активно участвовал в общественно-политической жизни страны. Депутат Верховного Совета Азербайджанской ССР 9-го, 10-го и 11-го созыва, в Верховный Совет 9-го созыва избран от Джафарабадского избирательного округа № 148, член Комиссии по торговле и бытовому обслуживанию населения ВС республики. Член КПСС с 1968 года. Член ЦК КП Азербайджана в 1976—1990 годах. Делегат XXIV, XXV и XXVI съездов КПСС и XXIX, XXX и XXXI съездов КП Азербайджана.
Указом Президента Азербайджанской Республики от 18 октября 2011 года, за участие в общественно-политической, социально-экономической и культурной жизни страны, Самедов Баба Самед оглы награжден медалью «Прогресс».
С 2002 года — президентский пенсионер. Проживает в посёлке Туран Шекинского района.